# Teemu Lassila
Teemu Lassila, född 26 mars 1983 i Helsingfors, är en finländsk ishockeymålvakt som spelar för TPS i FM-ligan. Teemu är son till den före detta ishockeymålvakten Hannu Lassila. Säsongen 2007/2008 till 2011/2012 spelade han i HPK i FM-ligan. Sommaren 2011 skrev han på ett ettårskontrakt för Metallurg Novokuznetsk i KHL.

## Klubbar
- HC TPS
- Hermes
- Porin Ässät
- Djurgårdens IF
- HPK
- Metallurg Novokuznetsk
- Barys Astana
- Avangard Omsk
- Växjö Lakers